# H.E.R.O.
H.E.R.O. (een acroniem voor Helicopter Emergency Rescue Operation) is een single-player videospel dat werd ontwikkeld en uitgebracht door Activision. Het spel kwam uit op 23 maart 1984 voor het platform Atari 2600. Later kwam het spel ook beschikbaar voor andere platforms zoals de Commodore 64 en de MSX.
In het spel gebruikt de speler een helikopter-backpack en andere middelen om slachtoffers te redden die in diepe grotten vastzitten. Onderweg moet de speler tegenstanders en lava ontwijken. Aan het begin van elk level krijgt de speler zes dynamietstaven. Hiermee kunnen bepaalde muren worden opgeblazen. Als de dynamiet op is kan de speler de muren ook vernietigen met een laser, maar dit neemt veel meer tijd in beslag. Bij hogere levels worden de gangen langer en wordt de speler vaker geblokkeerd door wezens, zoals spinnen en slangen.
Het perspectief van het spel is getekend in de derde persoon.

## Platforms
| Jaar | Platform                                                                                    |
| ---- | ------------------------------------------------------------------------------------------- |
| 1984 | Apple II, Atari 2600, Atari 5200, Atari 8-bit, ColecoVision, Commodore 64, MSX, ZX Spectrum |
| 1985 | SG-1000                                                                                     |

- Het spel maakt onderdeel uit van de Activision Anthology dat in 2002 werd onder meer de PlayStation 2 uitgegeven.
- In juni 2010 kwam het spel beschikbaar in Microsoft's Game Room Service voor de Xbox 360.

## Ontvangst
Retro Gamer Magazine plaatste het spel op de tweede plaats van de top 25 van beste Atari 2600-spellen.
| Beoordeeld door                         | Platform     | Datum            | Score |
| --------------------------------------- | ------------ | ---------------- | ----- |
| Pixel-Heroes.de                         | Commodore 64 | september 2007   | 100%  |
| Pixel-Heroes.de                         | Atari 2600   | september 2007   | 100%  |
| The Atari Times                         | Atari 2600   | 16 december 2003 | 90%   |
| Digital Press - Classic Video Games     | Atari 2600   | 10 december 2003 | 90%   |
| Atari Gamer - XL-XE Game Review Edition | Atari 8-bit  | december 2013    | 90%   |
| Retrogaming History                     | Commodore 64 | 25 augustus 2009 | 80%   |
| The Video Game Critic                   | Atari 2600   | 30 augustus 2005 | 75%   |
| All Game Guide                          | ColecoVision | 1998             | 70%   |
| Power Play                              | Atari 2600   | mei 1988         | 70%   |
| The Video Game Critic                   | Atari 5200   | 16 juli 2004     | 50%   |

## Trivia
- Het spel is opgenomen in het boek 1001 Video Games You Must Play Before You Die van Tony Mott.